# Hypoleria gephira
Hypoleria gephira är en fjärilsart som beskrevs av William Chapman Hewitson 1855. Hypoleria gephira ingår i släktet Hypoleria och familjen praktfjärilar. Inga underarter finns listade i Catalogue of Life.